# María Varona
María Pérez de Villanañe, conocida como María Varona (finales del siglo XI, inicios del siglo XII, Álava) es un personaje de tintes legendarios que habría vivido en la Edad Media en Valdegovía (Álava). Su genealogía es incierta y no se ha logrado hasta la fecha encontrar ningún documento contemporáneo relativo a ella. Sin embargo, es el origen y el símbolo del linaje Varona, cuyo solar y casa-torre se encuentra en la localidad de Villanañe, y cuenta con una larga tradición cronística y literaria.

## Orígenes legendarios de María Pérez, la Varona
La crónica de Lope Varona en el “Memorial” de 1573, recoge una de las versiones más extendidas sobre la figura de María Pérez, la Varona. Según esta, María Pérez decidió acompañar a sus hermanos Gómez y Alvar Pérez a servir en la guerra del rey Alfonso VI de León contra Aragón, "vistiendose y armandose en la misma forma que ellos”. En la confusión de la batalla, María se encontró con el rey Alfonso I de Aragón, el Batallador, lo apresó y entregó a Alfonso VI, quien le dijo: “Haveis obrado, no como dèbil muger, sino como fuerte varon, y debeis llamaros Varona vos y vuestros descendientes”.
Sin embargo, existe un documento anterior, fechado en la segunda mitad del siglo XV, procedente de San Zoilo de Carrión, en el que se presenta a María Pérez como esposa de Don Vela, hijo del rey de Aragón que casó con ella por ser heredera de Villanañe y de Cárcamo. Según esta versión, María Pérez acompañó a su marido a luchar contra los musulmanes en Valladolid, cerca de Dueñas, logrando no sólo derrotar al “Rey Moro”, sino también cortarle la cabeza, por lo cual se ganaría el apelativo de “lanza fuerte” (vara handia en euskera), de donde procedería el apellido Varona.

## El origen real del apellido Varona
El apellido Pérez de Barahona parece remontarse en la historia de la familia hasta 1137. El lugar de Villanañe fue otorgado por Alfonso VII a Martín Pérez de Barahona por los servicios prestados a la corona. A partir de una fecha indeterminada, la  transmisión oral y las crónicas familiares fueron paulatinamente añadiendo a los hechos históricos originales diversas cuestiones etimológicas y otros detalles hasta llegar a conformar el apellido Varona, entroncado con la figura de una valiente mujer, María Pérez. Estas historias, además de recoger la tradición de la mujer luchadora, remontan los orígenes del linaje a los comienzos de la Reconquista e incluso hasta los visigodos. Muy posiblemente, en la Edad Media circulaba esta historia como romance o cantar  junto con otras versiones, y debió quedar así fijada en el siglo XV como forma de legitimar los orígenes del linaje, adornados con elementos históricos y fabulados.

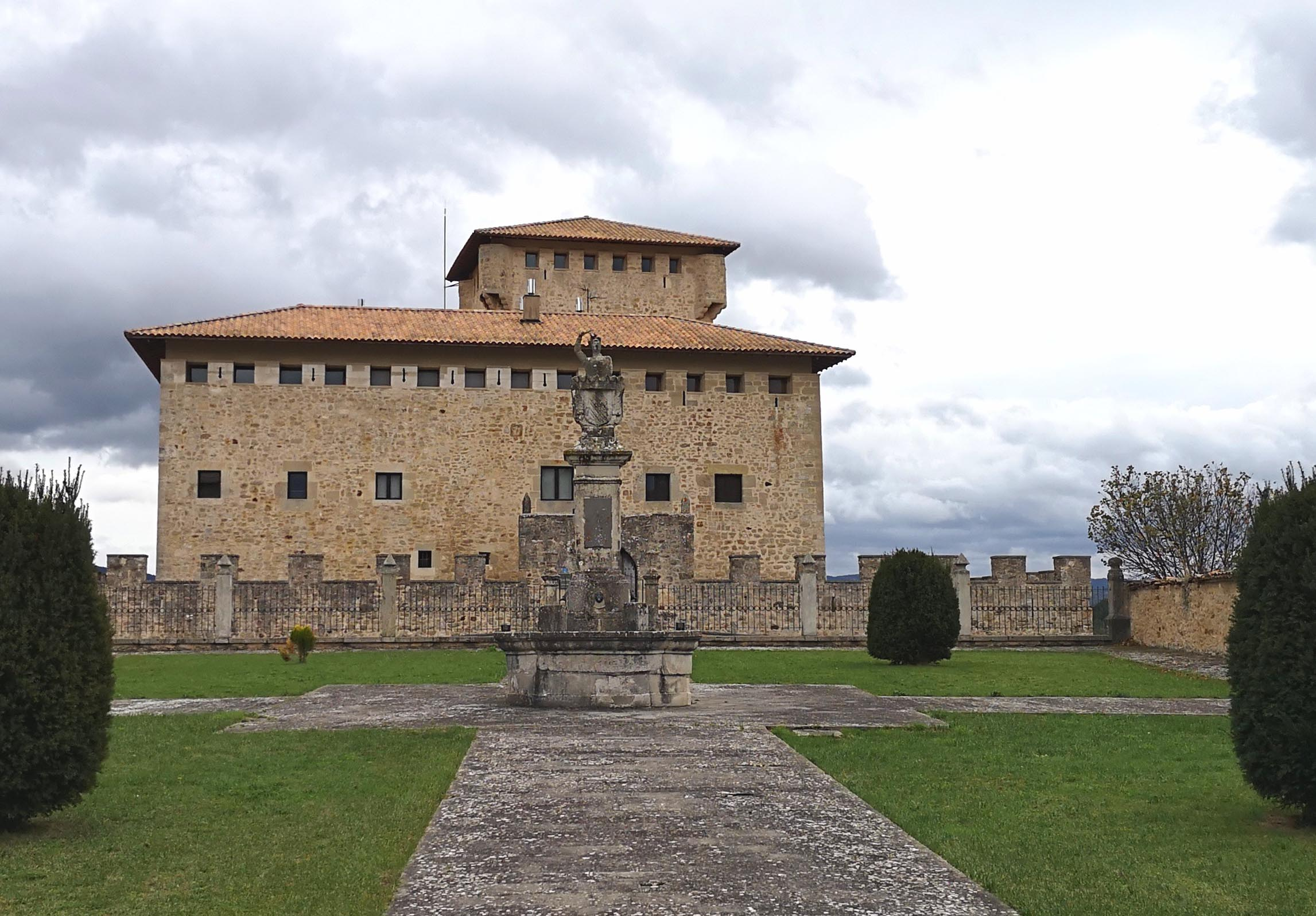
Torre-palacio de los Varona en Villanañe

El apellido Barahona, por lo tanto, no procedería originalmente de “Varona”, sino que puede tener relación con el topónimo soriano Barahona, lugar probable de procedencia de los primeros miembros del linaje asentados en Villanañe. De hecho, en Soria existen también indicios de leyendas similares que guardan muchos paralelismos con la historia de María Pérez. En una de las versiones sorianas, la dama Elvira, hija del Conde de Barahona, se enfrenta a Alfonso I de Aragón en Ariza por mandato del rey castellano, ya que su padre se encontraba luchando junto al Cid y había dejado sus tierras indefensas. Tras su victoria sobre el rey aragonés, recibió el título de “Barona de Castilla”. En el escudo de la localidad de Baraona se representa una dama a caballo esgrimiendo una espada en recuerdo de esta leyenda.

## La Varona, personaje literario

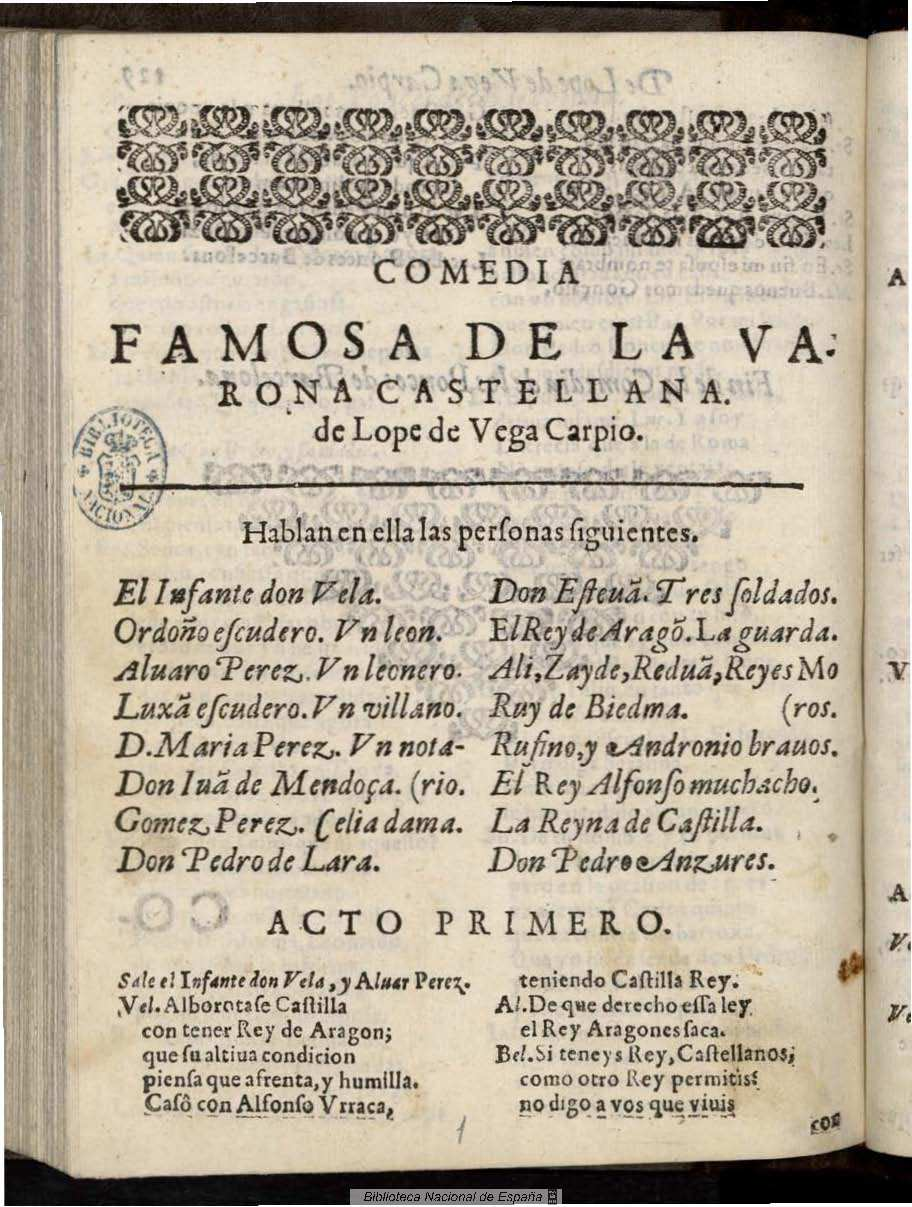
Doce Comedias de Lope de Vega

María Pérez, la Varona, fue además convertida en personaje literario por Lope de Vega a principios del siglo XVII. De forma similar a otras mujeres que protagonizaron principalmente comedias en el Siglo de Oro, y que disfrazadas como hombres, participaron  en diferentes combates de espada, Lope de Vega utiliza la tradición de la legendaria María Pérez presentándola en “La Filomena” y en “La Jerusalén Conquistada”  y, sobre todo, en “La Varona Castellana”.
Vos, que como varón fuerte,
Fuistes varona de fama,
Dejad el nombre de Pérez
Y el águila de las armas;
Llamaos, desde hoy más, Barona.
Con posterioridad, varios autores recogieron la historia del linaje adaptándola en otras obras como “La heroína de Villanañe”, de Manuel Díaz de Arcaya, a finales del siglo XIX.

## Imágenes de La Varona

Dama arrodillada en la torre-palacio de los Varona, Álava

El zaguán del palacio de Varona acoge la escultura en piedra de una dama arrodillada que, aunque en ocasiones se ha identificado con “La Varona”, se debe corresponder  más bien con el bulto funerario de la sepultura de María de Pinedo, mujer de Amador Varona, y que anteriormente estuvo instalada en la parroquia de Miranda de Arga (Navarra).
La fuente situada en el jardín del conjunto de Varona se remata asimismo con un busto de la Varona empuñando una espada. De forma similar se representa en el escudo de los Varona situado en el templo parroquial de Villanañe.
Otra curiosa imagen de “La Varona Castellana”,  pintada  a todo color, se incluye en la Crónica de Fray Miguel Varona. Varias representaciones más de La Varona se recogen en diferentes grabados y publicaciones.